# Коле Умберто
Ко̀ле Умбѐрто (на италиански: Colle Umberto; на венециански: Coe, Кое) е градче и община в Северна Италия, провинция Тревизо, регион Венето. Разположено е на 145 m надморска височина. Населението на общината е 5205 души (към 2010 г.).